# Woluwe-Saint-Pierre
Woluwe-Saint-Pierre (em francês) ou Sint-Pieters-Woluwe (em neerlandês) é uma das 19 comunas bilingues da Bélgica situada na Região de Bruxelas-Capital.
Em 1 de Janeiro de 2013 contava com 40 044 habitantes, vivendo numa área de 8,85 km², ou seja 4 525 habitantes por km².